# Murphy Guyer
Murphy Guyer (Dover, 25 dicembre 1952) è un attore e drammaturgo statunitense.

## Biografia
Nato a Dover, nel Delaware, è cresciuto nelle zone rurali del Maryland orientale. Si trasferì a New York all'età di diciannove anni per frequentare l'Accademia americana di arti drammatiche con una borsa di studio di recitazione, e presto scoprì un talento nello scrivere barzellette e sketch comici. Ha iniziato la sua carriera professionale scrivendo per vari fumettisti e gruppi di improvvisazione.
Nel corso della sua carriera, ha scritto opere per il teatro, il cinema e la radio. La sua prima opera teatrale fu presentata in anteprima all'Humana Festival of New American Plays a Louisville, Kentucky negli anni ottanta. Lo spettacolo è stato successivamente prodotto a Broadway. Le sue opere sono state prodotte Off-Broadway e nei teatri regionali di Stati Uniti, Canada, Irlanda, Gran Bretagna, Europa e Russia. La sua opera The Realists è stata elencata come una delle migliori opere teatrali del 1988-1989, e il suo adattamento di The Emancipation of Valet de Chambre è considerato come una delle migliori opere teatrali del 1999-2000.
Nel 1991 ha iniziato ad apparire al cinema e in TV, comparendo in un episodio di Law & Order - I due volti della giustizia. Tra il 1996 e il 2003, è stato Direttore artistico associato per la drammaturgia presso la Cleveland Play House.

## Filmografia parziale

### Cinema
- City Hall, regia di Harold Becker (1996)
- Lewis & Clark: The Journey of the Corps of Discovery, regia di Ken Burns (1997)
- Una notte per caso (Love Walked In), regia di Juan José Campanella (1997)
- The Peacemaker, regia di Mimi Leder (1997)
- L'avvocato del diavolo (The Devil's Advocate), regia di Taylor Hackford (1997)
- The Jackal, regia di Michael Caton-Jones (1997)
- Il giocatore - Rounders (Rounders), regia di John Dahl (1998)
- Lei mi odia (She Hate Me), regia di Spike Lee (2004)
- Arturo (Arthur), regia di Jason Winer (2011)
- La stanza delle meraviglie (Wonderstruck), regia di Todd Haynes (2017)
- Paterno, regia di Barry Levinson (2018)
- Joker, regia di Todd Phillips (2019)

### Televisione
- Law & Order - I due volti della giustizia (Law & Order) – serie TV, un episodio (1991)
- Oz – serie TV, 4 episodi (1997)
- Rubicon – serie TV, 5 episodi (2010)
- Mildred Pierce – serie TV, 5 episodi (2011)
- House of Cards - Gli intrighi del potere (House of Cards) – serie TV, 2 episodi (2013-2016)
- The Blacklist – serie TV, 2 episodi (2016)
- Billions – serie TV, un episodio (2016)
- NOS4A2 – serie TV, 2 episodi (2020)
- The Right Stuff - Uomini veri (The Right Stuff) – serie TV, un episodio (2020)

## Doppiatori italiani
Nelle versioni in italiano delle opere in cui ha recitato, Murphy Guyer è stato doppiato da:
- Ambrogio Colombo in Arturo, Billions
- Gerolamo Alchieri in Paterno, Bull (ep. 4x17)
- Guido Sagliocca in Oz
- Toni Orlandi in L'avvocato del diavolo
- Enrico Di Troia ne I Soprano
- Giovanni Petrucci in 24
- Diego Reggente in Mildred Pierce
- Luciano Roffi in White Collar
- Raffaele Palmieri in Person of Interest
- Gianluca Machelli in House of Cards - Gli intrighi del potere
- Paolo Buglioni in Elementary
- Paolo Maria Scalondro in Bull (ep. 3x04)
- Enzo Avolio in The Good Fight